# Mamadou Sidiki Diabaté
 (janvier 2020).
Ne doit pas être confondu avec Sidiki Diabaté.
Mamadou Sidiki Diabaté, dit "Madou", est un joueur de kora malien né le 23 septembre 1982 à Bamako.
Né dans une famille de griots, il est le fils de Sidiki Diabaté (1922-1996) et le frère de Toumani Diabaté.
Il intègre le collectif Lamomali en 2025.